# Phanerochaetaceae
Phanerochaetaceae Jülich è una famiglia di funghi basidiomiceti lignicoli, agenti di carie bianca, appartenente all'ordine Polyporales. Il genere tipo della famiglia è Phanerochaete P. Karst.

## Definizione
La famiglia comprende specie con portamento corticioide, talvolta resupinate o pileati oppure idnoidi, con sistema ifale monomitico (occasionalmente dimitico) con ife generative a setti semplici. Le spore sono ialine, a parete sottile, lisce.